# Цепина
Цепина (болг. Цепина) — крепость и город в западной части Родопских гор, на юге Болгарии, сейчас в руинах. Располагался в 6 км от деревни Дорково в северо-восточной части Чепинской долины на высоте 1136 метров над уровнем моря.
Внешние стены ограничивали площадь в 2.5 гектара, а доминирующая цитадель располагалось на вершине скалы. В основании скалы были выкопаны три церкви, а также четыре больших резервуара для хранения воды глубиной до 10 метров.

## История
В средние века Цепина была одной из самых важных болгарских крепостей в регионе Родопы. Крепость принадлежала болгарам с IX века, но в начале XI века Византия отвоевала её у Болгарского царства. Цепина вновь перешла к болгарам во время царствования Калояна (1197—1207). В XII—XIV веках известна, как одна из самых сильных крепостей Болгарского царства. Когда Калоян назначил своего племянника Алексея Слава правителем в Родопы, Цепина стала местом правления деспота. После убийства царя в 1207 году, деспот Алексий Слав объявил о своей независимости и Цепина стала его столицей. С 1246 по 1254 годы находилась под контролем никейского императора Иоанна III Ватаца, но болгарскому царю Михаилу Асену (1246—1256) удалось вернуть крепость. В 1373 году после ожесточённой 9-месячной осады Цепина был захвачена османами под командованием Дауд—паши, но только после того, турки отрезали водопровод. Вскоре после этого город был оставлен его жителями.Также является остановкой между Долене и Марко Николов на железнодорожной линии с шириной колеи 76 см Септември - Добринище. Цепина не имеет железодорожние: руководитель движения и кассир .